# Zagumienka
Zagumienka – część wsi Wojsławice w Polsce położona w województwie lubelskim, w powiecie chełmskim, w gminie Wojsławice.
W latach 1975–1998 Zagumienka należała administracyjnie do województwa chełmskiego.